# Orwell (Ohio)
Orwell es una villa ubicada en el condado de Ashtabula en el estado estadounidense de Ohio. En el Censo de 2010 tenía una población de 1660 habitantes y una densidad poblacional de 326,01 personas por km².

## Geografía
Orwell se encuentra ubicada en las coordenadas 41°32′11″N 80°51′34″O / 41.53639, -80.85944. Según la Oficina del Censo de los Estados Unidos, Orwell tiene una superficie total de 5.09 km², de la cual 5.09 km² corresponden a tierra firme y (0%) 0 km² es agua.

## Demografía
Según el censo de 2010, había 1660 personas residiendo en Orwell. La densidad de población era de 326,01 hab./km². De los 1660 habitantes, Orwell estaba compuesto por el 94.7% blancos, el 1.33% eran afroamericanos, el 0.42% eran amerindios, el 0.24% eran asiáticos, el 0% eran isleños del Pacífico, el 0.18% eran de otras razas y el 3.13% pertenecían a dos o más razas. Del total de la población el 0.72% eran hispanos o latinos de cualquier raza.